# Portrait de Jacopo Sansovino
Le tableau intitulé Portrait de Jacopo Sansovino est l'œuvre du peintre maniériste Le Tintoret (1518-1594), elle est conservée au musée des Offices à Florence. L'artiste, né Jacopo Robusti, était aussi connu comme Furioso, pour le dynamisme avec lequel il peignait et pour la sensation de lumière et le grand mouvement qu'il donnait à ses œuvres. 

## Description
Au fond du portrait, on peut lire : Jacopo Tatti Sansovino. À l'origine, cette toile appartenait à François Ier de Médicis. La datation probable fait référence à l'année où Le Tintoret a été reçu à l'Académie du dessin de Florence. Jacopo Sansovino, architecte et sculpteur florentin, a travaillé pendant de nombreuses années à Venise, laissant ainsi son empreinte dans l'architecture de la ville du XVIe siècle. Il est représenté ici quatre ans avant sa mort : sur un fond brun foncé, l’épaisse barbe blanche et la main qui tient la boussole et le ciseau, se démarquent, afin de synthétiser les arts dans lesquels Tatti a excellé au cours de sa carrière. La peinture, signée Jacobus Tentorettus, est insérée dans un riche cadre baroque doré, orné d’un ruban de feuilles de laurier. 
De cette image fut composée une gravure de Carlo Lasinio (1759-1838)

## Répliques
Le Portrait de Jacopo Sansovino, huile sur toile, réalisée vers 1566, 49 × 36 cm, conservée à Weimar, au Staatliche Kunstsammlungen, a peut-être servi de modèle autographe à la toile des Offices. Une réplique est représentée par le Portrait de Jacopo Sansovino, vers 1566, huile sur toile, 48 × 40 cm, conservée à Newport (Rhode Island), dans la collection W. Coles Cuball et une fois conservée à Florence, dans la collection Volterra et décrite pour la première fois par Fiocco . 

## Expositions
- Exposition de l'art italien de Cimabue à Tiepolo, Paris, 1935
- Il Tintoretto, Venise, 1937
- Architecture et utopie à Venise au XVIe siècle, Venise, 1980
- Jacopo Tintoretto. Portraits, Venise - Vienne, 1994
- Jacopo Tintoretto, 1519-1594. Les grandes collections des Médicis, Florence, 1994-1995
- Vénus dévoilée. Vénus d'Urbino du Titien, Bruxelles, 2003-2004
- Jacopo Tintoretto (1518-1594), Madrid, 2007
- Andrea Palladio, Londres, 2009
- Tintoret, Rome, 2012